# Dachengqiao
Dachengqiao (kinesiska: 大成桥, 大成桥乡) är en socken i Kina. Den ligger i provinsen Hunan, i den södra delen av landet, omkring 60 kilometer väster om provinshuvudstaden Changsha.
Genomsnittlig årsnederbörd är 1 732 millimeter. Den regnigaste månaden är maj, med i genomsnitt 322 mm nederbörd, och den torraste är december, med 52 mm nederbörd.